# Lappula subcaespitosa
Lappula subcaespitosa är en strävbladig växtart som beskrevs av M. Popov och Goloskokov. Lappula subcaespitosa ingår i släktet piggfrön, och familjen strävbladiga växter. Inga underarter finns listade i Catalogue of Life.